# Mads Møllgaard
Mads Møllgaard (* 7. Mai 1995 in Kopenhagen) ist ein dänischer Volleyball- und Beachvolleyballspieler. Er wurde mehrfacher Meister seines Heimatlandes sowohl in der Halle als auch im Sand.

## Karriere

### Karriere Halle
2012 wurde der damals Siebzehnjährige Zwölfter mit Nationalmannschaft der unter Einundzwanzigjährigen bei der Junioreneuropameisterschaft und Zweiter mit dem U19-Team bei den Titelkämpfen der North European Volleyball Zonal Association (NEVZA). In der gleichen Saison stand er auch schon im Kader der Erwachsenenmannschaft von Gentofte Volley und wurde mit dem Verein aus dem Vorort der Landeshaupstadt dänischer Vizemeister. Ebenfalls 2013 war er ebenfalls zum ersten Mal in der A-Nationalmannschaft aktiv. In der folgenden Spielzeit konnte der Sportclub aus der Region Hovedstaden die Platzierung in der Liga wiederholen und stand außerdem im dänischen Pokalfinale. 2015 gelang das Double aus Meisterschaft und Pokal. Dies weckte das Interesse mehrerer europäischer Volleyballvereine an dem Außenangreifer. Doch erst nach einer weiteren Vizemeisterschaft, 60 Spielen für sein Land im Underage-Bereich und 55 Einsätzen im dänischen A-Team entschied sich Møllgaard für ein Engagement im Ausland. Mit der SVG Lüneburg stand er 2017 sowohl in der Meisterschaft als auch im Pokal im Viertelfinale. Anschließend wechselte er wieder zu seinem Heimatverein zurück, mit dem er in den folgenden Jahren viermal in Serie Landesmeister wurde und im Pokalfinale stand, das Gentofte während dieser Zeit zweimal gewinnen konnte. 2022 folgte ein weiterer Pokalsieg und der zweite Platz in der Liga. 2025 reichte es noch einmal zur Vizemeisterschaft und zum Pokalfinale. Bis einschließlich 2023 unterstützte Møllgaard darüber hinaus das Auswahlteam seines Heimatlandes bei verschiedenen Veranstaltungen.

### Karriere Beach
Seit 2020 ist der in der Landeshauptstadt geborene Sportler mit verschiedenen Partnern im Sand unterweg. Zwei Jahre später trat er zum ersten Mal international in Erscheinung. Im Dezember 2022 wurden er und Nicolai Houmann Vierte beim Futures in Den Haag. Eine Saison später standen die beiden gleich bei mehreren Veranstaltungen auf der obersten Stufe des Podests. Sie gewannen sowohl die Meisterschaft als auch die Tour Finals ihres Heimatlandes und außerdem das NEVZA Event in Göteborg. 2024 kamen Finalteilnahmen bei der dänischen Meisterschaft und beim Futures in Madrid hinzu. Bei den gleichwertigen Wettbewerben in Cervia, Krakau und Messina wurden die Dänen eine Spielzeit später Dritte. Die Vorrunde zum Nations Cup 2025 gewannen sie aufgrund ihrer beiden Siege gegen die stärker eingeschätzte Konkurrenz aus Deutschland und Italien trotz der Niederlagen von Abell / Andersen. Bei der Endrunde traten beide mit anderen Partnern an, konnten jedoch das Ausscheiden nach der Gruppenphase nicht verhindern. Ihren zweiten Landesmeistertitel hatten sie kurz zuvor erkämpft. Zum ersten Mal die Hauptrunde bei einem Challenge der FIVB erreichten sie im August des Jahres, als sie in Baden zwei Qualifikationsrunden überstanden. Anschließend konnten sie jedoch keins ihrer beiden Spiele gewinnen.

## Auszeichnungen
- 2013: Bester Außenangreifer NEVZA U19
- 2015: Bester Außenangreifer Dänische Volleyballliga
- 2016: Bester Außenangreifer Dänische Volleyballliga
- 2018: Bester Außenangreifer Dänische Volleyballliga
- 2021: Bester Außenangreifer Dänische Volleyballliga
- 2022: Bester Außenangreifer Dänische Volleyballliga und bester Annahmespieler Dänischer Pokal[6]

## Familie
Der jüngere Bruder Oscar gewann mit Gentofte Volley als Diagonalangreifer in der Zeit von 2014 bis 2020 zweimal die dänische Meisterschaft und dreimal den Landespokal. 2018 war er darüber hinaus Co-Trainer der U19 seines Heimatlandes. Dessen Zwillingsschwester Nora wurde als Libera ab 2012 mit Holte IF sogar siebenmal Landesmeisterin und gewann mit dem Verein ebenso oft den Pokal.